# Alexander Haijock
Alexander Haijock, född 25 mars 1622, död 4 december 1681 i Jönköping, Jönköpings län, var en svensk ämbetsman.

## Biografi
Alexander Haijock föddes 1622. Han verkade som borgmästare i Jönköpings stad. Haijock avled där 1681 och begravdes i Kristine kyrka, Jönköping.
Haijock var riksdagsman för borgarståndet i Jönköpings stad vid riksdagen 1672.

### Familj
Haijock gifte sig med Anna Catharina Persdotter (död 1686), dotter till borgmästaren Peder Gudmundsson Strömberg i Jönköping och Anna Månsdotter. De fick tillsammans barnen amiralitetskaptenen David Haijock (död 1700), Agneta Haijock som var gift med Lars Jönsson Barckman, Anna Haijock (död 1709) som var gift med kaptenen Jakob Ogilvie, Catarina Haijock (1648–1729) som var gift med överstelöjtnanten Johan Schmiedeberg, Ester Haijock (född 1654) som var gift med Thomas Cunningham, studenten Peter Haijock (1658–1676) vid Uppsala universitet, Regina Haijock (1681–1729) som var gift med assessorn Johan Gunnarsson Hadelin i Göta hovrätt och skeppskaptenen Alexander Haijock (död 1739).